# Cachapoal
A Província de Cachapoal é uma província do Chile localizada na região de O'Higgins. Possui uma área de 7.384,2 km² e uma população de 542.901 habitantes (2002). Sua capital é a cidade de Rancagua. 

## Comunas
A província está dividida em 17 comunas:
| - Codegua - Coínco - Coltauco - Doñihue | - Graneros - Las Cabras - Machalí - Malloa | - Olivar - Peumo - Pichidegua - Quinta de Tilcoco | - Rancagua - Requínoa - Rengo - Mostazal - San Vicente de Tagua Tagua |